# Charles mort ou vif
 (février 2024).
Pour plus de détails, voir Fiche technique et Distribution.
Charles mort ou vif est un film suisse réalisé par Alain Tanner, sorti en 1970.

## Synopsis
Héritier d'une fabrique familiale d'horlogerie genevoise, marié et père de deux enfants déjà adultes, Charles Dé, cinquante ans, ne supporte plus sa vie trop bien réglée. Face à un journaliste de télévision venu faire un reportage sur le centenaire de son entreprise, il prend conscience qu'il n'a plus la force de tenir son rôle dans ce jeu social qu'il n'a pas choisi. Il abandonne sa famille et son entreprise, sans prévenir. Alors qu'il loge à l'hôtel sous une fausse identité, il croise dans un café un couple bohème, Paul et Adeline, qui l'accueillent dans leur maison à la campagne.

## Fiche technique
- Titre : Charles mort ou vif
- Réalisation : Alain Tanner
- Scénario : Alain Tanner
- Production : Alain Tanner (Groupe 5)
- Musique : Jacques Olivier
- Photographie : Renato Berta
- Montage : Sylvia Bachmann
- Pays d'origine : Suisse
- Format : Noir et blanc - Mono - 35 mm (Version restaurée DCP/2019)
- Genre : Drame
- Durée : 93 minutes
- Date de sortie : 15 janvier 1970

## Distribution
- François Simon : Charles Dé
- Marcel Robert : Paul
- Marie-Claire Dufour : Adeline
- Maya Simon : Marianne Dé, fille de Charles
- André Schmidt : Pierre Dé, fils de Charles
- Michèle Martel : Germaine Dé, la femme de Charles
- Jo Excoffier : le reporter télé
- Walter Schochli : le détective
- Jean-Pierre Moriaud : l'avocat
- Jean-Luc Bideau : le premier infirmier
- Francis Reusser : le second infirmier

## Distinctions
- Léopard d'or au Festival de Locarno

## Commentaires
Premier long métrage d'Alain Tanner, le film donne le coup d'envoi de la Nouvelle Vague suisse.
Il évoque le droit de vote des femmes, qui ne sera accordé au niveau fédéral en Suisse qu'en 1971, après sa sortie.